# Opper-Germaans-Raetische limes

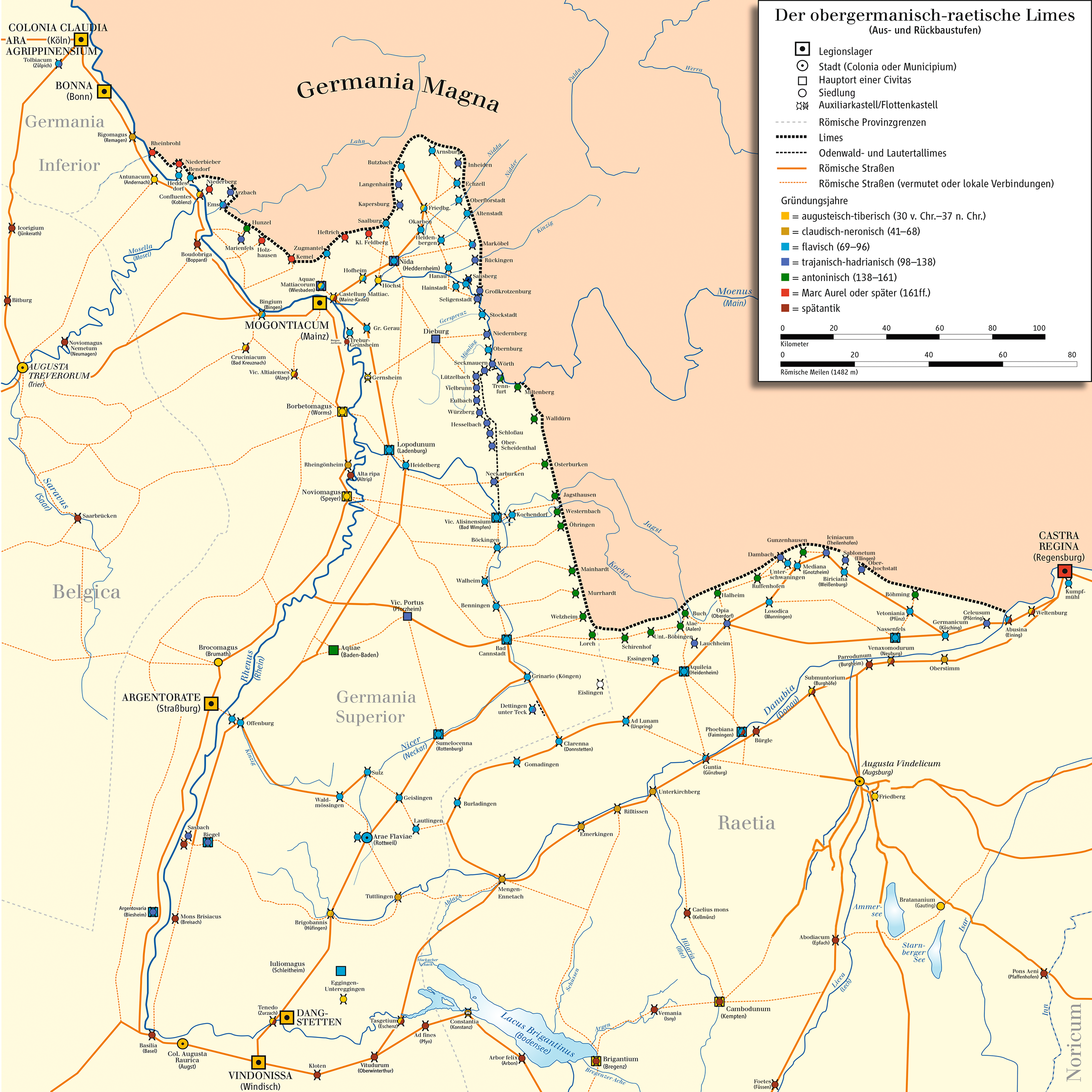
Kaart van de Opper-Germaans-Raetische limes

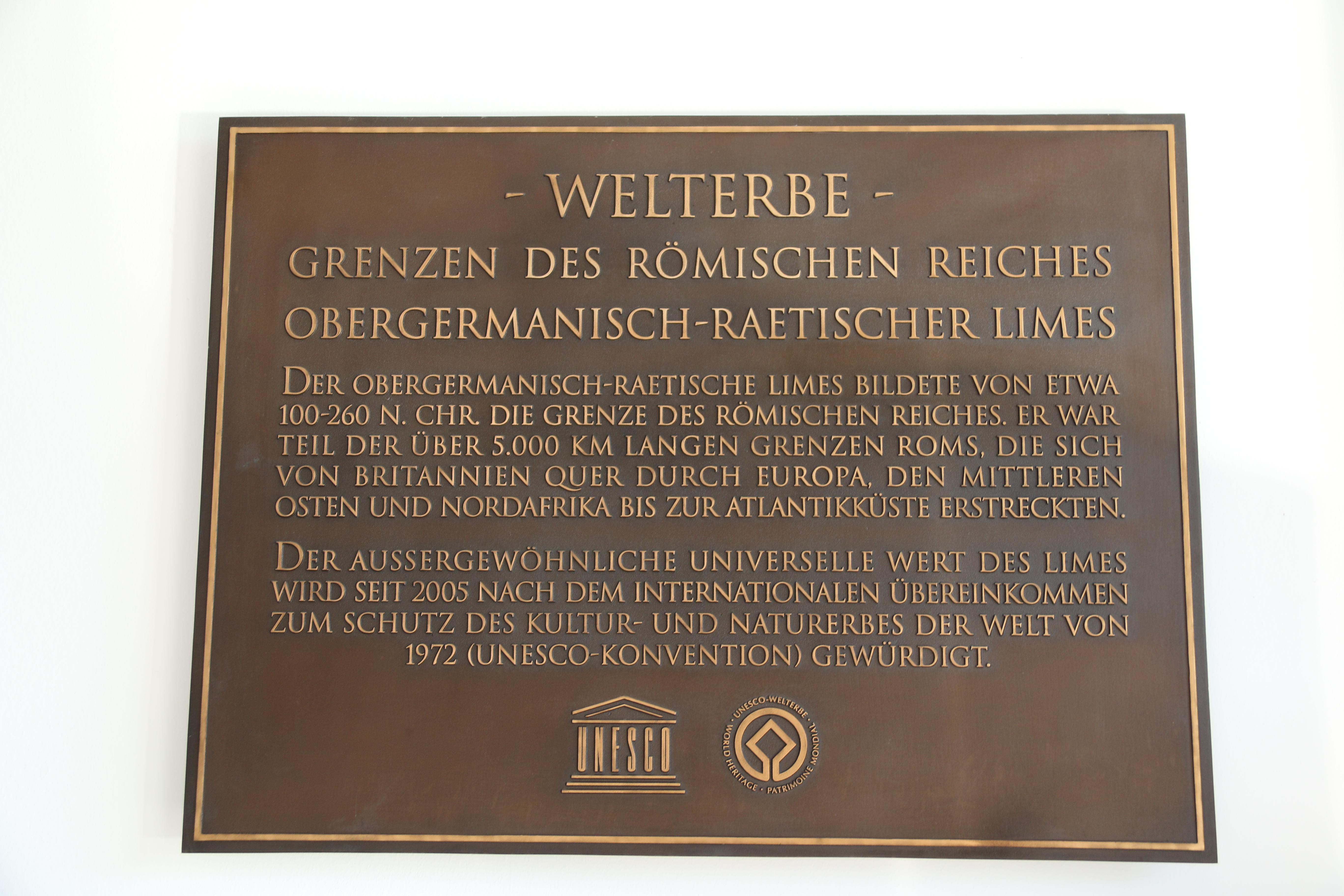

De Opper-Germaans-Raetische limes was het deel van de Romeinse buitengrens van het toenmalige Romeinse Rijk in Opper-Germanië en Raetia. UNESCO heeft dit deel van de limes samen met de delen in het Verenigd Koninkrijk op de Werelderfgoedlijst geplaatst. De toeristische autoroute Deutsche Limes-Straße loopt door het gebied.

## Geschiedenis
De limes is ontstaan toen de Romeinen in 47 na Chr. definitief van de verovering van Germania afzagen. Belangrijk daarbij was de Varusslag in 9 na Chr. in het Teutoburgerwoud waarbij drie Romeinse legioenen in een hinderlaag werden afgeslacht. Op bevel van keizer Claudius I trokken de Romeinen zich terug op de Rijn, die de grens werd. Daarbij speelde ook een rol dat bevoorrading van de legioenen via de Rijn aanzienlijk eenvoudiger was vanuit het centrum van het Rijk dan via de Elbe.
De versterkingslijn door het Odenwald en Zwarte Woud (de Germaans-Raetische limes) was van hout, al werd het oostelijk deel later met steen herbouwd.